# Maximilian Bickhoff
Maximilian Bickhoff (* 19. September 1929 in Dortmund; † 3. Mai 2010 ebenda) war ein deutscher Wissenschaftler und Universitätsmäzen.

## Leben
Maximilian Bickhoff wurde in Dortmund geboren. Er stammte aus einer Medizinerfamilie, seine Mutter starb früh.
Das Geld für sein Studium verdiente er sich als Bauchladenverkäufer und Taxifahrer. Nach dem Studium der katholischen Theologie und Philosophie an der Universität Paderborn und an der Ludwig-Maximilians-Universität München sowie der Psychologie und Erziehungswissenschaften in Bonn arbeitete er als Studienrat bzw. Oberstudienrat für katholische Religionslehre und Sozialwissenschaften an berufsbildenden Schulen in Bonn und Dortmund. Er war Reserveoffizier der Bundeswehr.
Nach seiner Versetzung in den Ruhestand nahm er 1992 noch ein Promotionsstudium an der Katholischen Universität Eichstätt auf, wo er 1999 im Hauptfach Psychologie mit einer Arbeit zum Thema Psychische und körperliche Belastung bei Lehrkräften (VÖ: BPB-Verlag, diritto Publikationen, 2000; 2. Aufl. 2004) promovierte. Auch vor dem Hintergrund seiner eigenen Erfahrungen im Studium beschloss Bickhoff, als Erbe einer Maschinenbaufabrik, begabte und bedürftige Studenten sowie Forschungsvorhaben mit einer 1997 gegründeten Stiftung zu fördern. Bereits seit 1983 stellte er in Form einer Stiftung Gelder für wissenschaftliche Forschung zur Verfügung, um Defizite im Haushalt der Universität zu kompensieren.
Bickhoff zog sich 2003 aus dem Vorstand seiner Universitätsstiftung zurück.

## Ehrungen
Die Katholische Universität ernannte ihn 1990 zum Ehrensenator. In Würdigung seiner Verdienste um soziale und wissenschaftliche Angelegenheiten erhielt Bickhoff 1999 das Bundesverdienstkreuz am Bande. Im Jahr 2004 wurde er mit der Universitätsmedaille der Universität Trier ausgezeichnet.